# Goodyear Tire and Rubber Company
Goodyear Tire & Rubber Company je americká výrobní společnost, která byla založena v roce 1898 Frankem Seiberlingem. Společnost má sídlo v Akronu (v Ohiu). Společnost vyrábí pneumatiky pro automobily, užitkové vozy, nákladních automobily, SUV, závodní automobily, letadla, pro zemědělskou techniku a další.
Společnost se jmenuje podle Charlese Goodyeara - vynálezce vulkanizovaného kaučuku.